# DVD Copy Control Association
La DVD Copy Control Association (DVD CCA - Association pour le contrôle de copie des DVD) est une organisation ayant une implication majoritaire dans les restrictions anti-copie des DVDs. Le Content Scrambling System (CSS - system de brouillage de contenu) a notamment été conçu dans ce but, de manière à rendre la violation de copyright difficile. L'association est aussi à l'origine du système de zonage (ou code régional), très controversé, qui donne aux studios de production un contrôle géographique sur les dates de sortie des DVD afin d'en maximiser les profits.
Ils ont porté une plainte très médiatisée contre Jon Johansen, l'auteur présumé de DeCSS. La plainte a été retirée en janvier 2004. Les logiciels de dé-brouillage CSS (tels que DVD Decrypter, AnyDVD, et DVD Shrink) permettent de copier un DVD restreints à une zone en un DVD toutes-zones. Ils peuvent également retirer les verrous Macrovision, Content Scrambling System (CSS), zonage, et autres interdictions côté utilisateur.

## Fonctionnalités restreintes par les fabricants
Tous les fabricants de matériel (en particulier les fabricants de lecteurs/graveurs de DVD) mettent en œuvre les systèmes de contrôle imposés par la DVD CCA dans leurs produits; certains vont même plus loin et incluent des fonctions supplémentaires pour restreindre la copie illégale, comme :
- RIPLOCK: de nombreux fabricants instaurent une limite artificielle, ou verrou, sur la vitesse de copie. Pour certains de ces lecteurs, des micrologiciels alternatifs provenant de parties tierces retirent cette limitation pour permettre une copie plus rapide[1].
- RPC-2: certains fabricants instaurent une limite sur le nombre de fois que vous pouvez "changer la zone" d'un lecteur, en général un maximum de 5 fois ou moins ; après autant de changements, le lecteur devient "verrouillé" sur la dernière région configurée et vous ne pouvez plus la changer. Des micrologiciels alternatifs provenant de parties tierces suppriment cette limite pour permettre autant de changements de zone que nécessaire.
- RPC-1: il y a une zone sur le lecteur, et celle-ci est modifiée lorsqu'un DVD d'une autre zone est lu. En général, il n'y a pas de limite sur le nombre de changements de zone DVD.
- Bitsetting/Booktyping: il s'agit d'une fonction rendant les DVD+R lisibles par d'anciens lecteurs DVD qui ne peuvent lire que des DVD-ROMS. Certains fabricants inhibent cette fonctionnalité sur le lecteurs; une fois encore, des micrologiciels alternatifs de parties tierces peuvent l'activer de sorte que les DVD gravés apparaissent comme des DVD-ROM et soient lisibles par des lecteurs DVD plus anciens.